# Atletismo nos Jogos Pan-Americanos de 1959 - Arremesso de peso feminino
A prova do arremesso de peso feminino nos Jogos Pan-Americanos de 1959 foi realizada em Chicago, Estados Unidos.

## Medalhistas
| Ouro                             | Prata                              | Bronze                               |
| Earlene Brown USA Estados Unidos | Sharon Sheppard USA Estados Unidos | Wanda Wejzgrowicz USA Estados Unidos |

## Resultados
| Posição           | Nome              | Nacionalidade      | Marca | Notas |
| ----------------- | ----------------- | ------------------ | ----- | ----- |
| Medalha de ouro   | Earlene Brown     | USA Estados Unidos | 14.68 |       |
| Medalha de prata  | Sharon Sheppard   | USA Estados Unidos | 13.53 |       |
| Medalha de bronze | Wanda Wejzgrowicz | USA Estados Unidos | 13.10 |       |
| 4                 | Vera Trezoitko    | BRA Brasil         | 12.61 |       |
| 5                 | Pradelia Delgado  | CHI Chile          | 12.05 |       |
| 6                 | Renate Friedrichs | CHI Chile          | 10.96 |       |
| 7                 | Lili Schluter     | MEX México         | 9.53  |       |